# Torre del Pla de les Forques
La Torre del Pla de les Forques és una obra de Santa Pau (Garrotxa) inclosa a l'Inventari del Patrimoni Arquitectònic de Catalunya.

## Descripció
És una torre situada ran de la carretera comarcal Gi-524, prop del collet del Mont. És de planta circular amb el diàmetre molt més gran a la part inferior. Originàriament va disposar de dos pisos, la planta baixa, coberta amb volta, té una bonica porta d'entrada on es pot llegir: 17 + 82. El primer pis, avui quasi enrunat, tenia una bonica finestra feta de carreus. És bastida amb pedra volcànica i carreus ben tallats a les obertures.

## Història
Segons Ramon Grabolosa: "Entre els terme municipal de Batet i la vall de La Cot hi havia l'anomenat bosc del Baró. Pels indrets del Pla de les Forques, encara hi ha les romanalles d'una alta torre, segurament residència esportiva del senyor feudal, quan aixecava la veda".
Cal creure que aquesta darrera afirmació és impossible per tractar-se d'una torre del segle xviii, moment en què el mode de producció feudal era acabat. És més lògic pensar que la torre servia per vigilar tota la vall de Sant Pau, la de Sant Miquel de la Cot i el pas vers les terres d'Olot. Aquesta és la raó per estar situada en un collet i amb una perspectiva immillorable.